# Tramery
Tramery település Franciaországban, Marne megyében. Lakosainak száma 151 fő (2022. január 1.). Tramery Faverolles-et-Coëmy, Lhéry, Poilly, Treslon és Ville-en-Tardenois községekkel határos.

## Népesség
A település népessége az elmúlt években az alábbi módon változott:
| Lakosok száma | 85   | 91   | 105  | 138  | 152  | 150  | 151  | 151  | 154  | 151  |
|               | 1968 | 1982 | 1990 | 2006 | 2013 | 2015 | 2017 | 2019 | 2020 | 2022 |